# Jonjo Shelvey
Jonjo Shelvey (sinh ngày 27 tháng 2 năm 1992) là một cầu thủ bóng đá người Anh hiện là tiền vệ chơi cho câu lạc bộ Çaykur Rizespor ở giải Süper Lig và Đội tuyển bóng đá quốc gia Anh. Anh từng thi đấu cho Charlton Athletic và là cầu thủ trẻ nhất thi đấu chuyên nghiệp cho Charlton ở 16 tuổi và 59 ngày. Sau đó anh chuyển sang Liverpool và từng có thời gian cho mượn tại Blackpool.
Tại đội tuyển quốc gia Shelvey từng là thành viên của các đội trẻ nước Anh U-16, U-17, U-19 và U-21.

## Sự nghiệp câu lạc bộ
Sinh ở Romford, Luân Đôn, Shelvey có bước tiến đột phá ở mùa giải 2007-08 sau khi ghi 14 bàn trong 23 lần ra sân cho đội U18 Charlton. Anh có trận đấu toả sáng rực rỡ gặp Coventry City. Khi có trận ra mắt trong màu áo đội chính vào tháng 4 năm 2008 gặp Barnsley, anh trở thành cầu thủ trẻ nhất của Charlton từng ra sân khi mới 16 tuổi và 59 ngày, đánh bại kỉ lục được nắm giữ bởi Paul Konchesky, và, mặc dù Charlton thua 3-0, Shelvey có trận ra mắt đầy triển vọng. Vào ngày 3 tháng 1 năm 2009, Shelvey trở thành cầu thủ trẻ nhất của Charlton từng ghi bàn, bàn thắng vào lưới Norwich City ở cúp FA, 55 ngày trước sinh nhật thứ 17 của anh, đánh bại kỉ lục cũ được nắm giữ bởi Peter Reeves khi mới 17 tuổi và 100 ngày khi ghi bàn - cũng vào lưới Norwich - vào tháng 5 năm 1966. Mặc dù nhận được sự quan tâm từ nhiều đội bóng thuộc Premier League, vào sáng ngày 27 tháng 2, lần sinh nhật thứ 17 của anh, Shelvey ký hợp đồng chuyên nghiệp với Charlton. Vào ngày 9 tháng 9 anh ký hợp đồng thêm 1 năm tới năm 2012. Anh ghi bàn đầu tiên cho đội bóng trong chiến thắng 3-2 trước Southampton vào ngày 4 tháng 4 năm 2009. Anh được người ta nhớ đến với kiểu đầu hói đặc trưng.

### Liverpool
Shelvey ký hợp đồng với Liverpool vào tháng 4 năm 2010, với mức giá 1,7 triệu bảng, gia nhập đội bóng thuộc Premier League vào tháng sau đó.

### Swansea City
Ngày 3 tháng 7 năm 2013, Shelvey ký hợp đồng có thời hạn bốn năm với phí chuyển nhượng ban đầu là 5 triệu £ với Swansea City.

## Sự nghiệp đội tuyển quốc gia
Shelvey làm đội trưởng đội U16 Anh vô địch giải Victory Shield 2007 khi ghi 3 bàn trong 3 trận. Anh cũng là thành viên chủ chốt của đội vô địch giải Montaigu Tournament lần đầu sau 7 năm, chơi trong cả bốn trận và ghi bàn từ một cú phạt đền trong trận chung kết gặp Pháp. Vào tháng 10 năm 2008 anh có trận ra mắt cho đội U17 Anh và ghi bàn trong chiến thắng 7-0 trước Estonia.

## Danh hiệu
Liverpool
- League Cup (1): 2011–12

## Thống kê

### Câu lạc bộ
Tính đến ngày 20 tháng 3 năm 2016.
| Câu lạc bộ        | Mùa giải  | Giải đấu       | Giải đấu | Giải đấu | FA Cup | FA Cup | League Cup | League Cup | Châu Âu | Châu Âu | Khác | Khác | Tổng cộng | Tổng cộng |
| Câu lạc bộ        | Mùa giải  | Giải đấu       | Trận     | Bàn      | Trận   | Bàn    | Trận       | Bàn        | Trận    | Bàn     | Trận | Bàn  | Trận      | Bàn       |
| ----------------- | --------- | -------------- | -------- | -------- | ------ | ------ | ---------- | ---------- | ------- | ------- | ---- | ---- | --------- | --------- |
| Charlton Athletic | 2007–08   | Championship   | 2        | 0        | 0      | 0      | 0          | 0          | —       | —       | —    | —    | 2         | 0         |
| Charlton Athletic | 2008–09   | Championship   | 16       | 3        | 3      | 1      | 1          | 0          | —       | —       | —    | —    | 20        | 4         |
| Charlton Athletic | 2009–10   | League One     | 24       | 4        | 1      | 0      | 0          | 0          | —       | —       | 2    | 0    | 27        | 4         |
| Charlton Athletic | Tổng cộng | Tổng cộng      | 42       | 7        | 4      | 1      | 1          | 0          | —       | —       | 2    | 0    | 49        | 8         |
| Liverpool         | 2010–11   | Premier League | 15       | 0        | 1      | 0      | 1          | 0          | 4       | 0       | —    | —    | 21        | 0         |
| Liverpool         | 2011–12   | Premier League | 13       | 1        | 2      | 1      | 1          | 0          | —       | —       | —    | —    | 16        | 2         |
| Liverpool         | 2012–13   | Premier League | 19       | 1        | 2      | 0      | 1          | 0          | 10      | 4       | —    | —    | 32        | 5         |
| Liverpool         | Tổng cộng | Tổng cộng      | 47       | 2        | 5      | 1      | 3          | 0          | 14      | 4       | —    | —    | 69        | 7         |
| Blackpool (mượn)  | 2011–12   | Championship   | 10       | 6        | 0      | 0      | 0          | 0          | —       | —       | —    | —    | 10        | 6         |
| Swansea City      | 2013–14   | Premier League | 32       | 6        | 1      | 0      | 1          | 0          | 8       | 0       | —    | —    | 42        | 6         |
| Swansea City      | 2014–15   | Premier League | 31       | 3        | 1      | 0      | 3          | 0          | —       | —       | —    | —    | 35        | 3         |
| Swansea City      | 2015–16   | Premier League | 16       | 1        | 1      | 0      | 2          | 0          | —       | —       | —    | —    | 19        | 1         |
| Swansea City      | Tổng cộng | Tổng cộng      | 79       | 10       | 3      | 0      | 6          | 0          | 8       | 0       | —    | —    | 96        | 10        |
| Newcastle United  | 2015–16   | Premier League | 9        | 0        | —      | —      | —          | —          | —       | —       | —    | —    | 9         | 0         |
| Tổng cộng         | Tổng cộng | Tổng cộng      | 187      | 25       | 12     | 2      | 10         | 0          | 22      | 4       | 2    | 0    | 233       | 31        |

1. ↑  Appearances in Football League Trophy
2. 1 2 3  Appearances in UEFA Europa League

### Quốc tế
Tính đến ngày 17 tháng 11 năm 2015.
| Đội tuyển quốc gia | Năm       | Trận | Bàn |
| ------------------ | --------- | ---- | --- |
| Anh                | 2012      | 1    | 0   |
| Anh                | 2015      | 5    | 0   |
| Tổng cộng          | Tổng cộng | 6    | 0   |